# Cầu Reichenbach

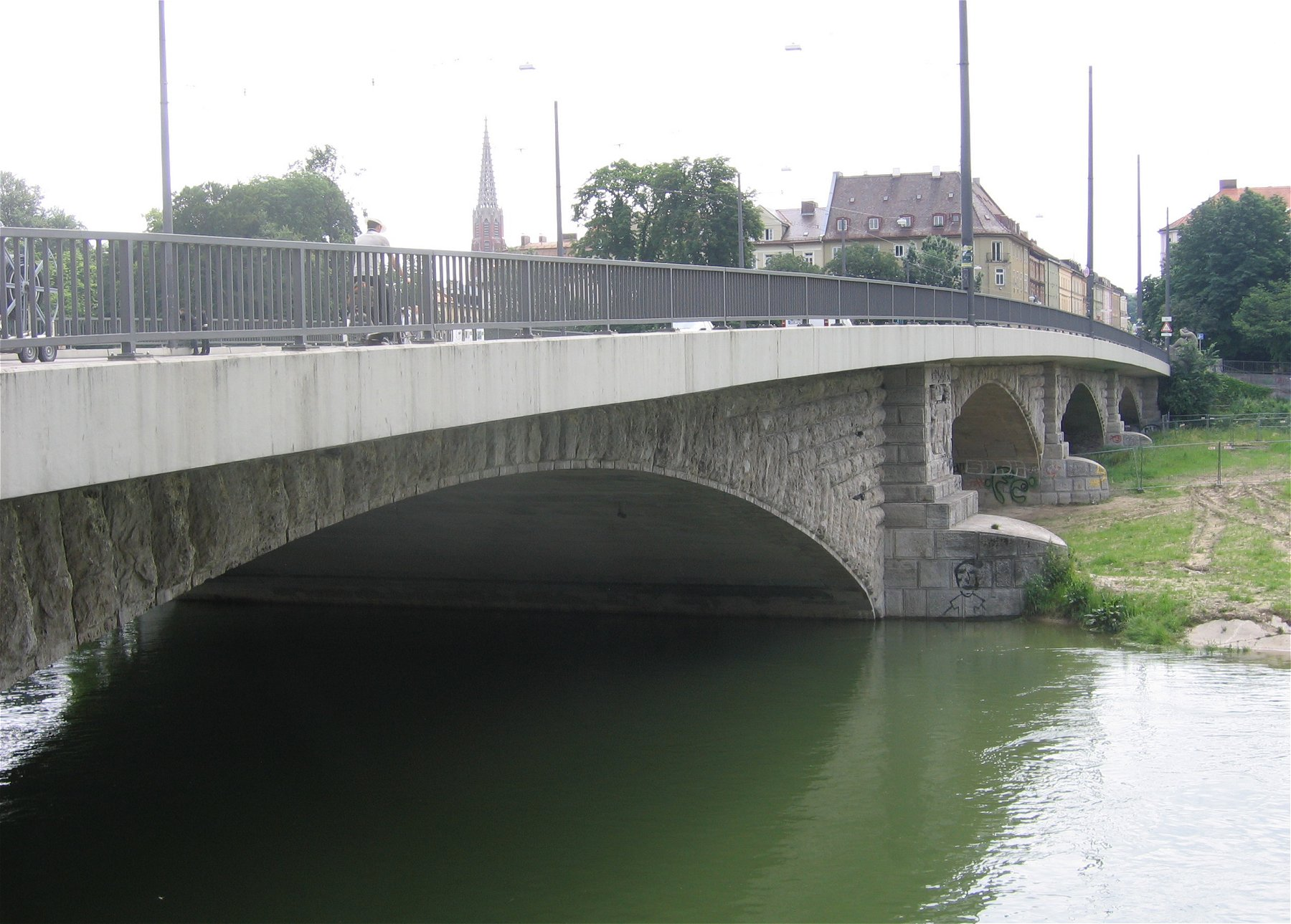
Reichenbachbrücke, đằng sau là Mariahilfkirche

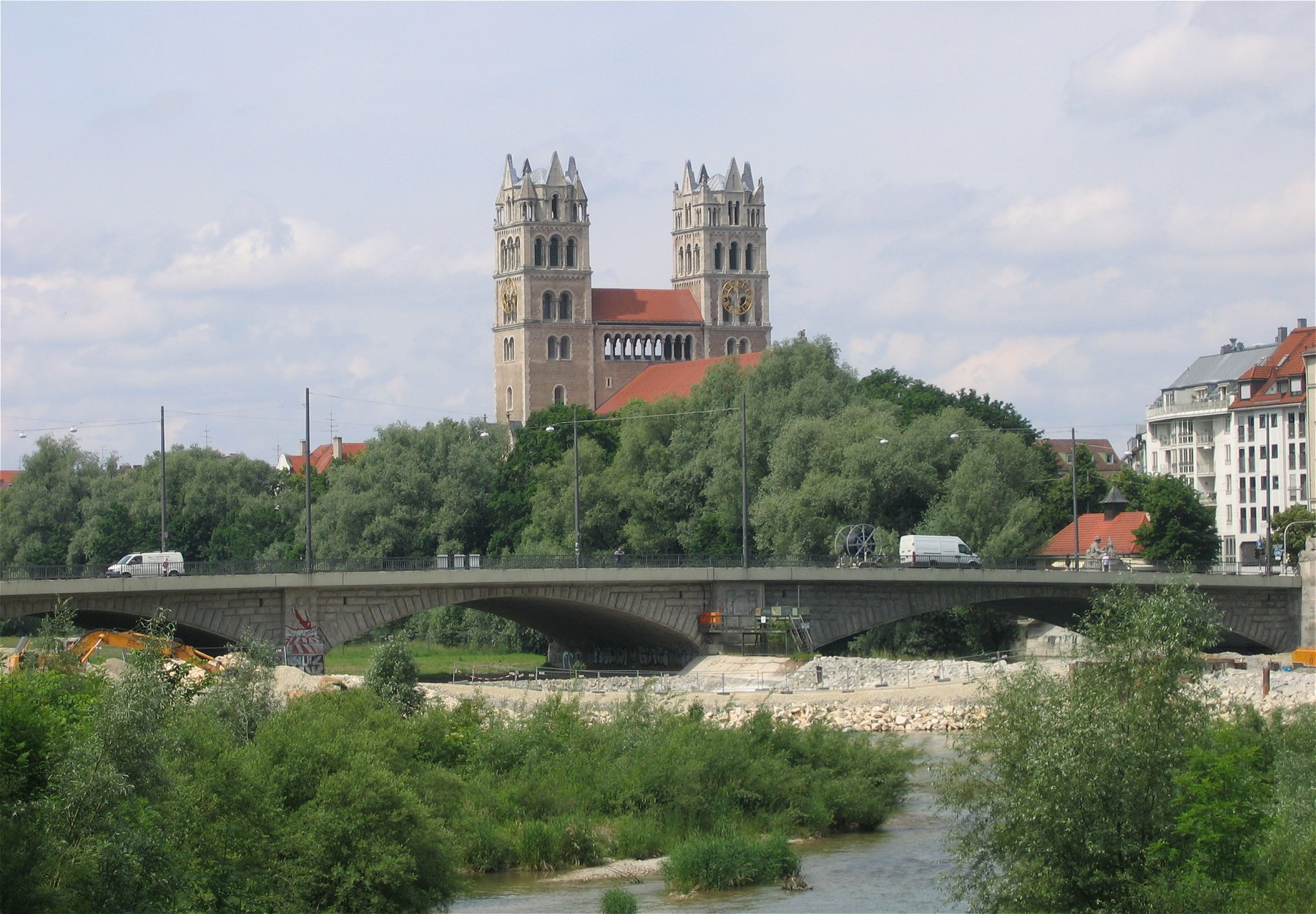
Reichenbachbrücke, đằng sau là St. Maximilian

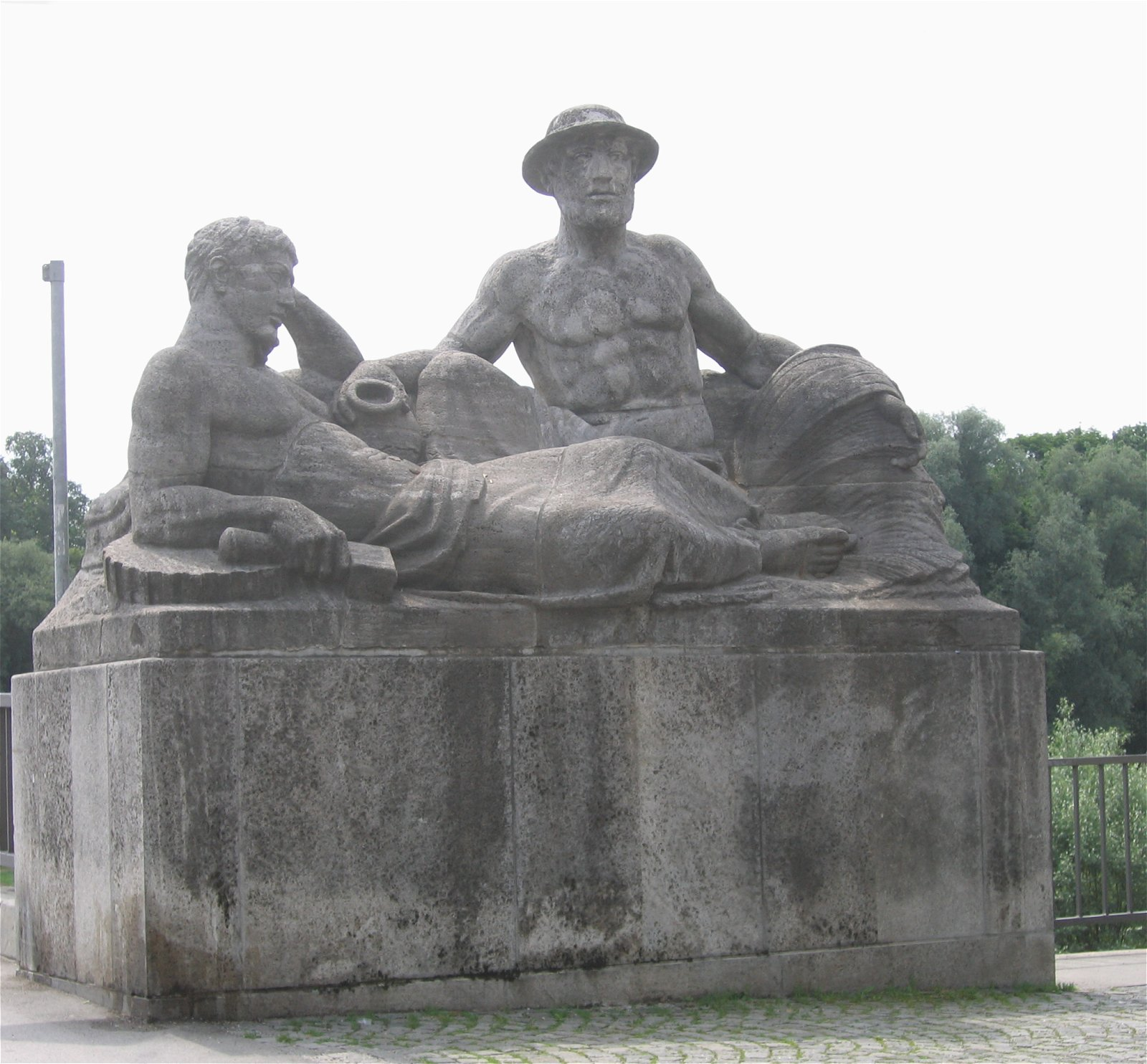
Tượng trên cầu

Reichenbachbrücke là một cầu vòm bắc ngang qua sông Isar tại München và nối Isarvorstadt ở bên trái sông Isar với khu vực Au bên phải sông Isar. Cầu này cũng như con đường tiếp nối về phía Bắc Reichenbachstraße được đặt tên theo nhà sáng chế và kỹ sư Georg Friedrich von Reichenbach.

## Lịch sử

### Ban đầu là cầu gỗ
Từ năm 1832 tại đây một cây cầu bằng gỗ với 15 cột chống được cho xây bởi giám đốc xây cất thành phố Karl Muffat, để nối vùng ngoại ô Au với München. Sau khi một cột sụp vào năm 1840, năm 1842/43 một cây cầu mới được dựng lên bởi Muffat và kiến trúc sư Friedrich von Gärtner mà không hề bị hư hại bởi lụt lội, ngay cả trận lụt thế kỷ vào tháng 9 năm 1899, mà cả cầu sắt Bogenhausener và cầu Luitpold đã bị hư hại nặng.

### Cầu bê tông
Cầu mới được xây vào mùa hè 1902. Bởi vì cầu được xây tại vị trí cũ, và việc lưu thông nên được tiếp tục bình thường, cho nên cầu gỗ cũ được dời 25 m về phía Nam. Việc vận chuyển này mất 1 tiếng 40 phút, được thực hiện bằng cách kéo cầu cũ trên những quả cầu sắt có đường kính 14 cm trên đường dốc trơn.
Cầu được khánh thành vào ngày 17 tháng 7 năm 1903, những tượng đá tuy nhiên mãi tới 1925 mới được dựng.

Năm 1964 cầu được sửa chữa và mở rộng ra.

## Sách báo
- Christine Rädlinger, Landeshauptstadt München, Baureferat (Hrsg.): Geschichte der Münchner Brücken. Verlag Franz Schiermeier, München 2008, ISBN 978-3-ngày 95 tháng 2 năm 1425.
- Christoph Hackelsberger: München und seine Isarbrücken. Hugendubel Heinrich GmbH, München 1985, ISBN 978-3-ngày 84 tháng 7 năm 3410.